# Nannocharax procatopus
Nannocharax procatopus är en fiskart som beskrevs av George Albert Boulenger 1920. Nannocharax procatopus ingår i släktet Nannocharax och familjen Distichodontidae. IUCN kategoriserar arten globalt som livskraftig. Inga underarter finns listade i Catalogue of Life.